# Тоньо Петков
Тоньо Динев Петков (Чавдар) е български партизанин, офицер, инженер, генерал-лейтенант.

## Биография
Роден е в ямболското село Скалица на 9 юни 1925 г. Член е на РМС от 1941 г. и на БКП от 1943 г. Ятак на партизаните от 1941 до 1944 г. Партизанин от февруари 1943 г. в партизански отряд „Петър Момчилов“. От 1 декември 1944 г. е назначен за помощник-командир на 12-и дивизионен военноразузнавателен ескадрон, а от 26 март 1945 г. на Сборния конен полк. Завършва кратък курс в Народното военно училище „Васил Левски“. Между 1946 и 1949 г. е командир на сапьорен батальон в Елхово. От 1950 и 1955 г. учи във Военната инженерна академия „В. В. Куйбишев“ в Москва. В периода 1955 – 1957 г. е корпусен инженер в първа армия. В същия период е началник на отдел „Бойна подготовка“ в Управление „Инженерни войски“. Между 1958 и 1973 г. е началник на Управление „Инженерни войски“. В периода 16 октомври 1973 – 30 април 1978 е началник на Строителни войски. От 1978 до 1988 г. отново е началник на Управление „Инженерни войски“. Излиза в запаса през 1988 г. Награждаван е с орден „За храброст“ – IV ст., 2 кл., съветски орден „Червена звезда“ и югославски орден „Партизанска звезда“ – III ст.

## Образование
- Народно военно училище „Васил Левски“
- Военната инженерна академия „В. В. Куйбишев“ (1950 – 1955)